# Zita Funkenhauser
Zita Eva Funkenhauser (* 1. Juli 1966 in Satu Mare, Sozialistische Republik Rumänien) ist eine ehemalige deutsche Florettfechterin. Sie war mehrfache deutsche Meisterin, Olympiasiegerin und Weltmeisterin.

## Leben
Zita Funkenhauser ist wie die Fechterinnen Monika Weber, Rita und Susanne König sathmarschwäbischer Abstammung. Im Alter von zwölf war sie bereits rumänische Meisterin. Im Jahr 1979 siedelten ihre Eltern mit ihr und ihrer Schwester Hedwig aus Rumänien nach Deutschland über, und ihr Vater meldete seine Töchter beim FC Tauberbischofsheim an, wo Zita bald zu den Fechtern gehörte, die über ein Jahrzehnt den deutschen und internationalen Fechtsport dominierten und unter anderem mehrere olympische Medaillen errang.
Im Jahr 1986 machte Funkenhauser das Abitur am Matthias-Grünewald-Gymnasium in Tauberbischofsheim. Neben dem Sport studierte Funkenhauser Zahnmedizin und promovierte 1994. Sie ist verheiratet mit dem Fechter Matthias Behr, ebenfalls Olympiasieger und Weltmeister, und hat mit ihm zwei Kinder, Greta und Leandra Behr, die ebenfalls ficht. Nach Beendigung ihrer sportlichen Karriere arbeitet sie heute als Zahnärztin in Tauberbischofsheim.

## Erfolge
Im Jahr 1984 wurde Funkenhauser Junioren-Sportlerin des Jahres und Olympiasiegerin mit der Mannschaft. Drei Jahre später, 1987, wurde sie Dritte bei der Wahl der „Sportlerin des Jahres“ und gewann die Silbermedaille bei den Fechtweltmeisterschaften in Lausanne.
Bei den Olympischen Spielen 1988 in Seoul holte sie nach einem abschließenden Sieg gegen Zsuzsanna Jánosi die Bronzemedaille im Einzel und verteidigte den Mannschaftstitel. Bei der Weltmeisterschaft im Folgejahr in Denver konnte sie ebenfalls den 3. Platz erreichen. 1992 gewann sie Silber mit der Mannschaft.
1993 wurde sie Weltmeisterschaftsdritte in Essen. Im gleichen Jahr gewann sie auch die in Tauberbischofsheim ausgetragene Deutsche Meisterschaft im Florett, als sie Sabine Bau mit 5:1, 5:1 im Finale bezwang. Für ihre sportlichen Erfolge erhielt sie das Silberne Lorbeerblatt.

### Einzelerfolge
- 1987 Silber WM Lausanne
- 1988 Bronze Olympische Spiele Seoul
- 1989 Bronze WM Denver
- 1993 Bronze WM Essen

### Mannschaftserfolge
- 1984 Gold Olympische Spiele Los Angeles
- 1985 Gold WM Barcelona
- 1986 Bronze WM Sofia
- 1988 Gold Olympische Spiele Seoul
- 1989 Gold WM Denver
- 1991 Bronze WM Budapest
- 1992 Silber Olympische Spiele Barcelona
- 1993 Gold WM Essen
- 1995 Bronze WM Den Haag